# Calligra Suite
Calligra Suite é uma suíte de arte gráfica e office (fork a partir do KOffice do KDE em 2010 ). Está disponível para desktop, tablet e smartphones. Ele contém aplicativos para processamento de texto, planilhas, apresentação de slides, criador/gerenciador de base de dados, criador de gráficos vetoriais e pintura digital.
Calligra usa o formato OpenDocument como seu padrão de formato de arquivos para a  maioria dos aplicativos e pode importar outros formatos, tais como formatos do Microsoft Office. Calligra depende de tecnologia do KDE technology e é frequentemente usado em combinação com o KDE Plasma Workspaces.

## Sistemas suportados

### Desktops
A principal plataforma do Calligra é o desktop rodando Linux, FreeBSD, OS X e Windows, dos quais o Linux é o sistema melhor suportado.
No desktop, toda a gama de recursos está disponível.

### Smartphones e tablets
Desde de 2014 os esforços do Calligra para criar versões otimizadas para touch-screen estão centralizadas em torno de componentes reutilizáveis Qt Quick.

## História
| Lançamentos | Lançamentos                          | Lançamentos                        |
| Versão      | Mudança-chave                        | Data                               |
| ----------- | ------------------------------------ | ---------------------------------- |
| 2.4         | Primeiro lançamento                  | 000000002012-04-11-000011 Apr 2012 |
| 2.5         | Versão Tablet                        | 000000002012-08-13-000013 Aug 2012 |
| 2.6         | Calligra Author                      | 000000002013-02-05-00005 Feb 2013  |
| 2.7         | Nova caixa de ferramentas para Words | 000000002013-08-01-00001 Aug 2013  |
| 2.8         | Krita Gemini                         | 000000002014-03-05-00005 Mar 2014  |
| 2.9         | Calligra Gemini                      | 000000002015-02-26-000026 Feb 2015 |

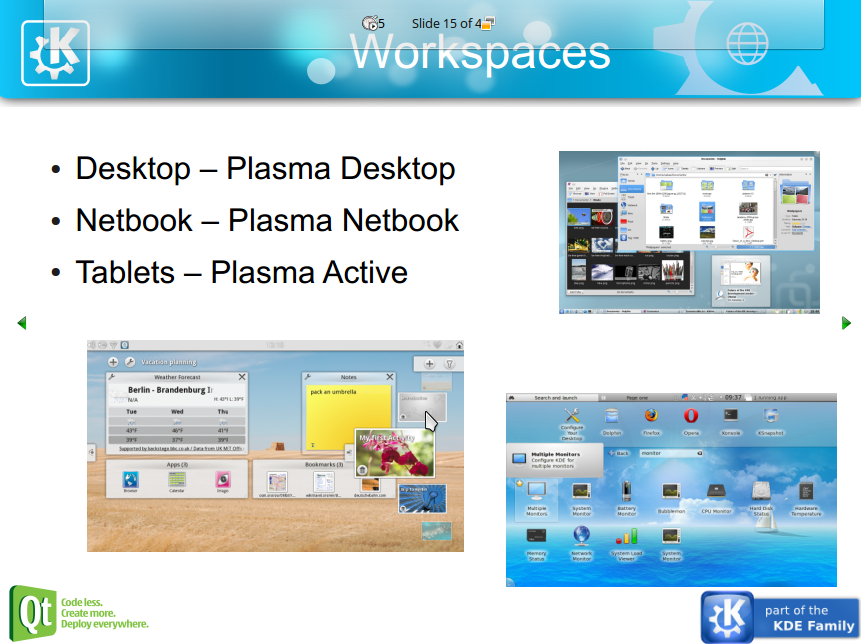
Calligra Active 2.5 apresentando um slide

Calligra foi criado como resultado da divisão da comunidade KOffice em 2010, após desentendimentos entre os principais desenvolvedores. Seguindo a arbitragem dos membros da comunidade, vários aplicativos foram renomeados por ambas as comunidades. A maioria dos desenvolvedores, e todos exceto um mantenedor, aderiram ao projeto Calligra. Três aplicativos (Kexi, Krita e KPlato) e as interfaces de usuário para mobile foram completamente movidos para fora do KOffice e só estão disponíveis no Calligra. Um novo aplicativo chamado Braindump aderiu ao Calligra depois da divisão e o KWord foi substituído pelo novo processador de texto Calligra Words.
KOffice 2.3, lançado em 31 de dezembro de 2010, junto com lançamentos de reparação de bugs subsequentes (2.3.1-2.3.3) ainda era um esforço de colaboração de ambas as equipes de desenvolvimento do KOffice e Calligra. De acordo com seus desenvolvedores, esta versão é estável o suficiente para uso real, e Karbon14, Krita e KSpread são recomendadas para trabalho de produção.
Em 2011-05-18 o time Calligra começou  lançamentos mensais de snapshots como preparativos do lançamento do Calligra 2.4.
A primeira versão do Calligra Suite para Windows foi lançada em 2011-12-21. O pacote é marcado como “highly experimental” e “not yet suitable for daily use”.
A equipe Calligra originalmente programado para lançar a versão final 2.4 em janeiro de 2012, mas problemas no recurso de desfazer/refazer fez necessária a reescrita parcial e causou um atraso. Calligra 2.4 foi lançado em 2012-04-11.
Calligra Active foi lançado em 2011 depois da iniciativa do Plasma Active para prover um 'document viewer' similar ao Calligra Mobile mas para tablet.
Em Dezembro de 2012 KDE, KO GmbH e Intel lançaram o Krita Sketch, uma variação do Calligra Krita (programa de pintura) para Windows 7 e 8.
Em 24 de Março de 2013 o desenvolvedor do KDE, Sebastian Sauer, lançou o Coffice, um leitor de documentos baseado no Calligra para o Android.
Jolla continuou os esforços da Nokia na versão smartphone. Em 2013 Jolla lançou o Sailfish Office. Sailfish Office reutiliza os componentes Qt Quick do Calligra Active.

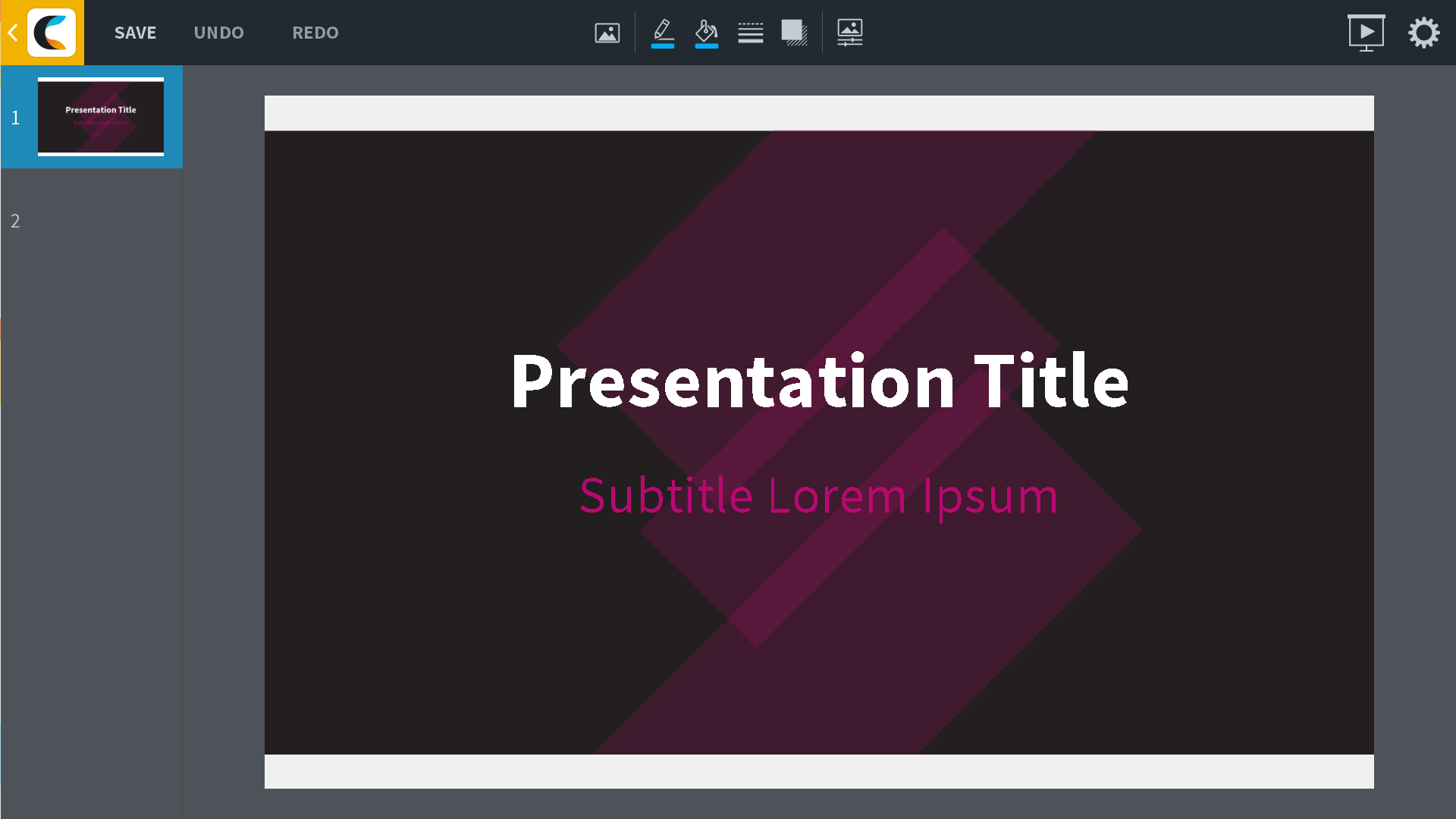
Calligra Gemini apresentando um slide

## Componentes
| Componente | Componente | Descrição |
| ---------- | ---------- | --- |
|            | Words      | Um processador de textos com a habilidade de importar documentos Microsoft Word.                                                   |
|            | Sheets     | Um programa de planilha, anteriormente conhecido como KSpread e Calligra Tables.                                                   |
|            | Stage      | Um programa de apresentação de slides, anteriormente conhecido como KPresenter.                                                    |
|            | Kexi       | Um gestor visual de banco de dados, similar ao Microsoft Access e com limitada compatibilidade com o formato de arquivo do Access. |
|            | Plan       | Um gestor de projetos que pode criar Gantt charts. Anteriormente conhecido como KPlato.                                            |
|            | Braindump  | Um bloco de notas e mindmapping introduzido no Calligra Suite 2.4.                                                                 |
|            | Flow       | A programmable flowchart drawing program with dynamically loadable stencils. Anteriormente conhecido como Kivio.                   |
|            | Karbon     | Um editor de imagens vetoriais, anteriormente conhecido como Karbon14.                                                             |
|            | Krita      | Um programa de pintura digital com algumas capacidades de edição de imagens. Anteriormente conhecido como Krayon e KImageshop.     |
|            | Author     | Um programa de autoração de e-book tal qual iBooks Author com exportação em EPUB, introduzido com o Calligra Suite 2.6.            |

## Detalhes técnicos
Calligra é projetado para trabalhar com a plataforma KDE, usando as bibliotecas Qt e KDE. Contudo ele é lançado independentemente da compilação do KDE. Todos os seus componentes são lançados sob free software licenses e usam OpenDocument como seu formato nativo de aquivos, quando aplicável.